# Montrouziera
Montrouziera, biljni rod iz porodice kluzijevki kojemu pripada nekoliko vrsta drveća u tropskoj Južnoj Americi.
Rod je opisan 1860.

## Vrste
1. Montrouziera cauliflora Planch. & Triana
2. Montrouziera gabriellae Baill.
3. Montrouziera rhodoneura Schltr.
4. Montrouziera sphaeroidea Pancher ex Planch. & Triana
5. Montrouziera spheriflora Pancher
6. Montrouziera verticillata Planch. & Triana